# Rasmus Karjalainen
 Rasmus Karjalainen  (* 4. April 1996 in Oulu) ist ein finnischer Fußballspieler. Der Flügelspieler steht bei Seinäjoen JK in Finnland unter Vertrag.

## Karriere

### Verein
Karjalainen begann seine Karriere bei Oulun Luistinseura. Zur Saison 2015 wechselte er zum FC Kerho 07, der zweiten Mannschaft des Erstligisten Seinäjoen JK. Sein Debüt für den Verein, welcher in der drittklassigen Kakkonen-Nord spielte, bestritt er am 28. April 2015 gegen Kokkolan PV. In dieser Saison erzielte er in 27 Ligaspielen 15 Tore, darunter zwei Hattricks gegen den BK Jakobstad und den FC Santa Claus. Nach seiner starken Saison wurde der Zweitligist AC Oulu auf Karjalainen aufmerksam und verpflichtete ihn letztendlich am 19. November 2015. In der Saison 2016 absolvierte er 22 Spiele und erzielte dabei drei Treffer und konnte vier weitere vorbereiten. Zur Saison 2017 sicherte sich der Erstligist PS Kemi Kings die Dienste des Flügelspielers. Bereits am ersten Spieltag debütierte er im Spiel gegen Helsingfors IFK für seinen neuen Verein. Seinen ersten Treffer in der höchsten finnischen Spielklasse erzielte Karjalainen am 23. Mai beim 3:1-Auswärtssieg gegen den FC Inter Turku. In dieser Spielzeit erzielte er in 32 Einsätzen auf acht Treffer und bereitete zwei weitere vor.
Am 24. November 2017 wurde der Wechsel Karjalainens zum Ligakonkurrenten Kuopion PS bekanntgegeben. Sein Debüt bestritt er am 19. Januar 2018 im Suomen Cup gegen Musan Salama. Neun Tage später konnte er beim 3:1-Auswärtssieg gegen seinen ehemaligen Arbeitgeber PS Kemi seinen ersten Treffer für KuPs bejubeln. In der Veikkausliiga erzielte er sein erstes Tor am 15. April 2018 gegen die Tampereen Ilves. Am 3. Mai traf er gegen den Seinäjoen JK doppelt und nur vier Tage später gegen den FC Inter Turku sogar dreifach. Am Ende der Saison 2018 stand er mit seinem Klub auf dem 3. Tabellenrang. Im Rennen um die Torjägerkrone musste er sich mit seinen 16 Ligatoren nur dem Brasilianer Klauss geschlagen geben, welcher drei Tore mehr erzielen konnte.
Nachdem er in die Saison 2019 mit drei Toren in zwölf Ligaspielen startete, wurde am 24. Juni 2019 sein Wechsel zum Ehrendivisionär Fortuna Sittard bekanntgegeben, wo er einen Vierjahresvertrag unterzeichnete. Dort gab er am 4. August (1. Spieltag) bei der 0:4-Auswärtsniederlage gegen AZ Alkmaar sein Ligadebüt. Er litt unter Anpassungsschwierigkeiten, schaffte es nicht sich in die Startformation zu spielen und wurde deshalb auch in der Reserve eingesetzt. Sein erster Treffer wartete bis zum 30. November (15. Spieltag), als er im Heimspiel gegen den FC Groningen kurz nach seiner Einwechslung das Siegtor zum 1:0-Sieg erzielte. In dieser Saison 2019/20 bestritt er 15 Ligaspiele, in denen ihm ein Tor und eine Vorlage gelangen.
Am 25. August 2020 wechselte er auf Leihbasis bis zum 30. Juni 2021 zum schwedischen Erstligisten Örebro SK. Bereits in seinem Debüt fünf Tage später (18. Spieltag) im Heimspiel gegen den IFK Norrköping konnte er nach seiner Einwechslung den entscheidenden Treffer zum 4:3-Sieg vorbereiten. Sein erstes Tor erzielte er am 26. September (22. Spieltag) beim 2:1-Heimsieg gegen den IK Sirius. Insgesamt gelangen ihm im Spieljahr 2020 in 13 Ligaeinsätzen für Örebro vier Treffer und eine Vorlage.
Nach seiner Rückkehr wechselte Karjalainen im Juli 2021 fest von Sittard zum schwedischen Zweitligisten Helsingborgs IF.

### Nationalmannschaft
Rasmus Karjalainen absolvierte einen Einsatz für die U-20 und acht für die U-21 Finnlands.
Ende Juni 2018 wurde er im Rahmen der Freundschaftsspiele gegen Rumänien und Belarus das erste Mal von Trainer Markku Kanerva für die A-Auswahl seines Heimatlandes nominiert. Im Spiel gegen Rumänien gab er am 5. Juni 2018 sein Debüt für die Huuhkajat, als er in der 63. Spielminute für Berat Sadik ins Spiel kam. Das Spiel endete mit einer 0:2-Niederlage für Finnland.
Am 11. Januar 2019 erzielte er bei der 1:2-Auswärtsniederlage im Freundschaftsspiel gegen Estland sein erstes Länderspieltor. Seit November 2020 wurde er jedoch nicht mehr für die Auswahl nominiert.

## Erfolge
- Finnischer Meister: 2019